# Lista planetelor minore/38101–38200
Aceasta este Lista planetelor minore/38101–38200; pentru a naviga prin lista completă vezi Lista planetelor minore.
Pentru ale detalii vezi și Proiect:Astronomie sau Portal:Astronomie.
| Nume    | Denumire provizorie | Data descoperirii | Locul descoperirii | Descoperitor(i) |
| ------- | ------------------- | ----------------- | ------------------ | --------------- |
| 38101 - | 1999 JE15           | 15 mai 1999       | Catalina           | CSS             |
| 38102 - | 1999 JM18           | 10 mai 1999       | Socorro            | LINEAR          |
| 38103 - | 1999 JM19           | 10 mai 1999       | Socorro            | LINEAR          |
| 38104 - | 1999 JL20           | 10 mai 1999       | Socorro            | LINEAR          |
| 38105 - | 1999 JB21           | 10 mai 1999       | Socorro            | LINEAR          |
| 38106 - | 1999 JG23           | 10 mai 1999       | Socorro            | LINEAR          |
| 38107 - | 1999 JZ23           | 10 mai 1999       | Socorro            | LINEAR          |
| 38108 - | 1999 JB24           | 10 mai 1999       | Socorro            | LINEAR          |
| 38109 - | 1999 JQ24           | 10 mai 1999       | Socorro            | LINEAR          |
| 38110 - | 1999 JH25           | 10 mai 1999       | Socorro            | LINEAR          |
| 38111 - | 1999 JQ26           | 10 mai 1999       | Socorro            | LINEAR          |
| 38112 - | 1999 JZ29           | 10 mai 1999       | Socorro            | LINEAR          |
| 38113 - | 1999 JB30           | 10 mai 1999       | Socorro            | LINEAR          |
| 38114 - | 1999 JO34           | 10 mai 1999       | Socorro            | LINEAR          |
| 38115 - | 1999 JJ35           | 10 mai 1999       | Socorro            | LINEAR          |
| 38116 - | 1999 JK35           | 10 mai 1999       | Socorro            | LINEAR          |
| 38117 - | 1999 JH36           | 10 mai 1999       | Socorro            | LINEAR          |
| 38118 - | 1999 JS36           | 10 mai 1999       | Socorro            | LINEAR          |
| 38119 - | 1999 JN37           | 10 mai 1999       | Socorro            | LINEAR          |
| 38120 - | 1999 JN39           | 10 mai 1999       | Socorro            | LINEAR          |
| 38121 - | 1999 JO42           | 10 mai 1999       | Socorro            | LINEAR          |
| 38122 - | 1999 JC43           | 10 mai 1999       | Socorro            | LINEAR          |
| 38123 - | 1999 JD43           | 10 mai 1999       | Socorro            | LINEAR          |
| 38124 - | 1999 JV43           | 10 mai 1999       | Socorro            | LINEAR          |
| 38125 - | 1999 JG44           | 10 mai 1999       | Socorro            | LINEAR          |
| 38126 - | 1999 JT44           | 10 mai 1999       | Socorro            | LINEAR          |
| 38127 - | 1999 JL45           | 10 mai 1999       | Socorro            | LINEAR          |
| 38128 - | 1999 JN45           | 10 mai 1999       | Socorro            | LINEAR          |
| 38129 - | 1999 JV45           | 10 mai 1999       | Socorro            | LINEAR          |
| 38130 - | 1999 JY45           | 10 mai 1999       | Socorro            | LINEAR          |
| 38131 - | 1999 JR47           | 10 mai 1999       | Socorro            | LINEAR          |
| 38132 - | 1999 JX47           | 10 mai 1999       | Socorro            | LINEAR          |
| 38133 - | 1999 JY49           | 10 mai 1999       | Socorro            | LINEAR          |
| 38134 - | 1999 JU51           | 10 mai 1999       | Socorro            | LINEAR          |
| 38135 - | 1999 JB55           | 10 mai 1999       | Socorro            | LINEAR          |
| 38136 - | 1999 JK55           | 10 mai 1999       | Socorro            | LINEAR          |
| 38137 - | 1999 JH56           | 10 mai 1999       | Socorro            | LINEAR          |
| 38138 - | 1999 JM56           | 10 mai 1999       | Socorro            | LINEAR          |
| 38139 - | 1999 JH57           | 10 mai 1999       | Socorro            | LINEAR          |
| 38140 - | 1999 JX58           | 10 mai 1999       | Socorro            | LINEAR          |
| 38141 - | 1999 JN59           | 10 mai 1999       | Socorro            | LINEAR          |
| 38142 - | 1999 JQ59           | 10 mai 1999       | Socorro            | LINEAR          |
| 38143 - | 1999 JV60           | 10 mai 1999       | Socorro            | LINEAR          |
| 38144 - | 1999 JD61           | 10 mai 1999       | Socorro            | LINEAR          |
| 38145 - | 1999 JF61           | 10 mai 1999       | Socorro            | LINEAR          |
| 38146 - | 1999 JK61           | 10 mai 1999       | Socorro            | LINEAR          |
| 38147 - | 1999 JN62           | 10 mai 1999       | Socorro            | LINEAR          |
| 38148 - | 1999 JU62           | 10 mai 1999       | Socorro            | LINEAR          |
| 38149 - | 1999 JY62           | 10 mai 1999       | Socorro            | LINEAR          |
| 38150 - | 1999 JX64           | 10 mai 1999       | Socorro            | LINEAR          |
| 38151 - | 1999 JT65           | 12 mai 1999       | Socorro            | LINEAR          |
| 38152 - | 1999 JY66           | 12 mai 1999       | Socorro            | LINEAR          |
| 38153 - | 1999 JW67           | 12 mai 1999       | Socorro            | LINEAR          |
| 38154 - | 1999 JU68           | 12 mai 1999       | Socorro            | LINEAR          |
| 38155 - | 1999 JJ69           | 12 mai 1999       | Socorro            | LINEAR          |
| 38156 - | 1999 JQ71           | 12 mai 1999       | Socorro            | LINEAR          |
| 38157 - | 1999 JC72           | 12 mai 1999       | Socorro            | LINEAR          |
| 38158 - | 1999 JS72           | 12 mai 1999       | Socorro            | LINEAR          |
| 38159 - | 1999 JB73           | 12 mai 1999       | Socorro            | LINEAR          |
| 38160 - | 1999 JG74           | 12 mai 1999       | Socorro            | LINEAR          |
| 38161 - | 1999 JN74           | 12 mai 1999       | Socorro            | LINEAR          |
| 38162 - | 1999 JB77           | 12 mai 1999       | Socorro            | LINEAR          |
| 38163 - | 1999 JP77           | 12 mai 1999       | Socorro            | LINEAR          |
| 38164 - | 1999 JB78           | 12 mai 1999       | Socorro            | LINEAR          |
| 38165 - | 1999 JQ80           | 12 mai 1999       | Socorro            | LINEAR          |
| 38166 - | 1999 JV84           | 13 mai 1999       | Socorro            | LINEAR          |
| 38167 - | 1999 JU88           | 12 mai 1999       | Socorro            | LINEAR          |
| 38168 - | 1999 JZ91           | 12 mai 1999       | Socorro            | LINEAR          |
| 38169 - | 1999 JE98           | 12 mai 1999       | Socorro            | LINEAR          |
| 38170 - | 1999 JR98           | 12 mai 1999       | Socorro            | LINEAR          |
| 38171 - | 1999 JM103          | 13 mai 1999       | Socorro            | LINEAR          |
| 38172 - | 1999 JR107          | 13 mai 1999       | Socorro            | LINEAR          |
| 38173 - | 1999 JZ112          | 13 mai 1999       | Socorro            | LINEAR          |
| 38174 - | 1999 JA113          | 13 mai 1999       | Socorro            | LINEAR          |
| 38175 - | 1999 JQ118          | 13 mai 1999       | Socorro            | LINEAR          |
| 38176 - | 1999 JR119          | 13 mai 1999       | Socorro            | LINEAR          |
| 38177 - | 1999 JY120          | 13 mai 1999       | Socorro            | LINEAR          |
| 38178 - | 1999 JA122          | 13 mai 1999       | Socorro            | LINEAR          |
| 38179 - | 1999 JV122          | 13 mai 1999       | Socorro            | LINEAR          |
| 38180 - | 1999 JR123          | 13 mai 1999       | Socorro            | LINEAR          |
| 38181 - | 1999 JG124          | 15 mai 1999       | Socorro            | LINEAR          |
| 38182 - | 1999 JG125          | 10 mai 1999       | Socorro            | LINEAR          |
| 38183 - | 1999 JM125          | 10 mai 1999       | Socorro            | LINEAR          |
| 38184 - | 1999 KF             | 16 mai 1999       | Kitt Peak          | Spacewatch      |
| 38185 - | 1999 KJ             | 16 mai 1999       | Kitt Peak          | Spacewatch      |
| 38186 - | 1999 KV             | 17 mai 1999       | Catalina           | CSS             |
| 38187 - | 1999 KH7            | 17 mai 1999       | Socorro            | LINEAR          |
| 38188 - | 1999 KX11           | 18 mai 1999       | Socorro            | LINEAR          |
| 38189 - | 1999 KT14           | 18 mai 1999       | Socorro            | LINEAR          |
| 38190 - | 1999 KU14           | 18 mai 1999       | Socorro            | LINEAR          |
| 38191 - | 1999 KF15           | 18 mai 1999       | Socorro            | LINEAR          |
| 38192 - | 1999 LP6            | 7 iunie 1999      | Kitt Peak          | Spacewatch      |
| 38193 - | 1999 LB8            | 8 iunie 1999      | Socorro            | LINEAR          |
| 38194 - | 1999 LS13           | 9 iunie 1999      | Socorro            | LINEAR          |
| 38195 - | 1999 LD14           | 9 iunie 1999      | Socorro            | LINEAR          |
| 38196 - | 1999 LQ15           | 12 iunie 1999     | Socorro            | LINEAR          |
| 38197 - | 1999 LC19           | 9 iunie 1999      | Socorro            | LINEAR          |
| 38198 - | 1999 LM19           | 9 iunie 1999      | Socorro            | LINEAR          |
| 38199 - | 1999 LO24           | 9 iunie 1999      | Socorro            | LINEAR          |
| 38200 - | 1999 LR26           | 9 iunie 1999      | Socorro            | LINEAR          |